# Прата ди Порденоне
Прата ди Порденоне (итал. Prata di Pordenone) је насеље у Италији у округу Порденоне, региону Фурланија-Јулијска крајина. 
Према процени из 2011. у насељу је живело 4608 становника. Насеље се налази на надморској висини од 11 м.

## Становништво
Према резултатима пописа становништва 2011. у општини је живело 8.451 становника.
| 1931. | 1936. | 1951. | 1961. | 1971. | 1981. | 1991. | 2001. | 2011. |
| ----- | ----- | ----- | ----- | ----- | ----- | ----- | ----- | ----- |
| 5.074 | 5.058 | 5.090 | 5.031 | 5.289 | 6.390 | 6.625 | 6.964 | 8.451 |

## Партнерски градови
- Floreffe